# Mads-Kristoffer Kristoffersen
Mads-Kristoffer Kristoffersen (Horsens, 24 maggio 1983) è un arbitro di calcio danese.